# Kwon
Kwon, também escrito Gwon, é um nome de família muito comum na Coreia. Algumas fontes indicam a existência de 56 clãs, mas a maioria deles foram fundidos com o clã Andong Kwon sob a facção Sijeung-gong, logo após o estabelecimento da Coreia do Sul.

## Lista de Kwons famosos
- Kwon Yul, general do século XVI.
- Kwon BoA, atriz, cantora, compositora, dançarina e modelo.
- Kwon Sang Woo, ator.
- Kwon Seon Mi, atriz e cantora conhecida como Sol Bi, ex-integrante da banda Typhoon.
- Kwon Ji Yong, compositor, músico, rapper e cantor conhecido como G-Dragon, líder do boy group Big Bang.
- Kwon Yuri, cantora, atriz, compositora, dançarina, rapper, modelo, apresentadora de TV, MC integrante do girl group Girls' Generation.
- Kwon So-hyun, cantora, dançarina e rapper. Integrante do girl group 4Minute.
- Kwon Yul, coreano-americano vencedor do reality show Survivor: Cook Islands.
- Kwon Min, pianista coreano-americana.
- Kwon Elizabeth, patinadora norte-americana.
- Kwon Nara, integrante do girl group Hello Venus.
- Kwon Ri-se, integrante da girl group Ladies' Code, falecida em 7 de setembro de 2014, dias depois após o trágico acidente em que seu grupo se envolveu.